# Archon (Satrap)
Archon (altgriechisch Ἄρχων Árchōn; † 321 v. Chr.), Sohn des Kleinias und der Synesis aus Pella, war ein Soldat und Statthalter Alexanders des Großen.
Auf dem Asienfeldzug wird er im Jahr 326 v. Chr. als einer der Trierarchen der Indusflotte genannt. Nach Alexanders Tod 323 v. Chr. wurde er in der anschließenden Reichsordnung zum Satrapen von Babylon ernannt. Ob er diesen Posten schon zuvor von Alexander als Amtsnachfolger des Stamenes erhalten hatte oder erst in der Reichsordnung zugesprochen bekam, ist unklar. Nachdem der Reichsregent Perdikkas 321 v. Chr. von Babylon nach Kleinasien aufgebrochen war, stellte sich Archon umgehend gegen ihn. So unterstützte er die Umleitung des Leichenzugs Alexanders nach Ägypten durch die Generäle Arrhidaios und Ptolemaios. Perdikkas ernannte daher seinen Gefolgsmann Dokimos zum Satrapen von Babylon, der die Stadt mit einem Heer belagerte. Bei der anschließenden Verteidigung starb Archon nach zahlreichen Verwundungen.
Nach seinem Tod wurde ihm, seinen Eltern und seinen Brüdern im delphischen Heiligtum eine nicht mehr erhaltene Statuengruppe geweiht. Diese Ehrung wurde von seiner Heimatstadt Pella angestrengt. Archon selbst scheint dabei als Sieger der Pythien in einem Zweigespann dargestellt worden zu sein. Die zwei erhaltenen Weiheepigramme würdigen ihn als Sieger der Isthmien und Pythien, als Gefährten Alexanders und als Satrap von Babylon.